# Cryptachaea serenoae
Cryptachaea serenoae là một loài nhện trong họ Theridiidae.
Loài này thuộc chi Cryptachaea. Cryptachaea serenoae được Willis J. Gertsch & Archer miêu tả năm 1942.